# NGC 38
NGC 38 је спирална галаксија у сазвежђу Рибе која се налази на NGC листи објеката дубоког неба.
Деклинација објекта је - 5° 35' 11" а ректасцензија 0h 11m 47,0s. Привидна величина (магнитуда) објекта NGC 38 износи 13,3 а фотографска магнитуда 14,2. NGC 38 је још познат и под ознакама MCG -1-1-47, PGC 818.